# Krasulin
Krasulin (biał. Красулін; ros. Красулин, Krasulin) – chutor na Białorusi, w obwodzie mińskim, w rejonie dzierżyńskim, w sielsowiecie Demidowicze.

## Historia
Dawniej w miejscu współczesnego chutoru mieściła się część zaścianka Stefanowo. W XIX i w początkach XX w. położone ono było w Rosji, w guberni mińskiej, w powiecie mińskim, w gminie Stare Sioło.
Po I wojnie światowej pod administracją polską, w Zarządzie Cywilnym Ziem Wschodnich, w okręgu mińskim, w powiecie mińskim, w gminie Stare Sioło.
W wyniku postanowień traktatu ryskiego znalazło się w granicach Związku Sowieckiego. W latach 1932–1937 w Polskim Rejonie Narodowym im. Feliksa Dzierżyńskiego. Później wieś wyludniła się i zanikła. Od 1991 w niepodległej Białorusi.
30 grudnia 2013 w miejscu dawnych zabudowań Stefanowa utworzono chutor Krasulin.